# Challenger de Como 2014
El Città di Como Challenger 2014 fue un torneo de tenis profesional jugado en canchas de tierra batida. Se disputó la 9.ª edición del torneo que formó parte del circuito ATP Challenger Tour 2014. Se llevó a cabo en Como, Italia entre el 25 y el 31 de agosto de 2014.

## Jugadores participantes del cuadro de individuales

### Cabezas de serie
| País                 | Jugador               | Rank1 | Favorito |
| -------------------- | --------------------- | ----- | -------- |
| Bandera de Argentina | Facundo Argüello      | 121   | 1        |
| Bandera de Francia   | Pierre-Hugues Herbert | 136   | 2        |
| Bandera de Rumania   | Adrian Ungur          | 137   | 3        |
| Bandera de Italia    | Filippo Volandri      | 148   | 4        |
| Bandera de Rumania   | Victor Hănescu        | 150   | 5        |
| Bandera de Italia    | Potito Starace        | 156   | 6        |
| Bandera de Italia    | Marco Cecchinato      | 160   | 7        |
| Bandera de Italia    | Andrea Arnaboldi      | 172   | 8        |

- 1 Se ha tomado en cuenta el ranking del 18 de agosto de 2014.

### Otros participantes
Los siguientes jugadores recibieron una invitación (wild card), por lo tanto ingresan directamente al cuadro principal (WC):
- Salvatore Caruso
- Matteo Donati
- Alessandro Giannessi
- Pietro Licciardi

Los siguientes jugadores ingresan al cuadro principal tras disputar el cuadro clasificatorio (Q):
- Boris Pašanski
- Patrik Rosenholm
- Viktor Troicki
- Jürgen Zopp

## Campeones

### Individual Masculino
- Viktor Troicki derrotó en la final a  Louk Sorensen 6–3, 6–2

### Dobles Masculino
- Guido Andreozzi /  Facundo Argüello derrotaron en la final a  Steven Diez /  Enrique López-Pérez 6–2, 6–2